# Docotettix cornutus
Docotettix cornutus är en insektsart som beskrevs av Ribaut 1948. Docotettix cornutus ingår i släktet Docotettix och familjen dvärgstritar. Inga underarter finns listade i Catalogue of Life.